# Fontaine commémorative à Divostin
La fontaine commémorative à Divostin (en serbe cyrillique : Спомен чесма у Дивостину ; en serbe latin : Spomen česma u Divostinu) se trouve à Divostin, sur le territoire de la Ville de Kragujevac, dans le district de Šumadija, en Serbie. Elle est inscrite sur la liste des monuments culturels protégés de la République de Serbie (identifiant no SK 1683).